# Liste der denkmalgeschützten Objekte in Graz/Andritz
Die Liste der denkmalgeschützten Objekte in Graz/Andritz enthält die 20 denkmalgeschützten, unbeweglichen Objekte des XII. Grazer Stadtbezirks Andritz.

## Denkmäler
| Foto |                 | Denkmal | Standort                                                                                   | Beschreibung | Metadaten |
| ---- | --------------- | --- | ------------------------------------------------------------------------------------------ | --- | --- |
| ja   | Datei hochladen | Bildstock, Gellmann-Kreuz HERIS-ID: 97633 Objekt-ID: 113445                                                           | bei Andritzer Reichsstraße 35a Standort KG: Andritz                                        | Der Bildstock in Säulenform wurde im Jahr 1713 errichtet. | BDA-Hist.: Q37770126 Status: § 2a Stand der BDA-Liste: 2025-06-30 Name: Bildstock, Gellmann-Kreuz GstNr.: 768/2 Gellmann-Kreuz                                                                        |
| ja   | Datei hochladen | Evang. Filialkirche, Johanneskirche HERIS-ID: 97623 Objekt-ID: 113433                                                 | Geißlergasse 7 Standort KG: Andritz                                                        | Evangelische Filialkirche A. B., Saalbau mit Satteldach, Portalvorbau und Glockenturm, erbaut 1963 nach Plänen der Architekten Hans Laimer und Eugen Salpius, Innengestaltung Architekt Hubert Hoffmann. | BDA-Hist.: Q1380235 Status: § 2a Stand der BDA-Liste: 2025-06-30 Name: Evang. Filialkirche, Johanneskirche GstNr.: .985 Johanneskirche Graz-Andritz                                                   |
| ja   | Datei hochladen | Bürgerhaus HERIS-ID: 41625 Objekt-ID: 42154                                                                           | Grazer Straße 27 Standort KG: Andritz                                                      | Das einfache, zweigeschoßige Wohnhaus wurde 1812 erbaut. | BDA-Hist.: Q38001867 Status: Bescheid Stand der BDA-Liste: 2025-06-30 Name: Bürgerhaus GstNr.: .108/1                                                                                                 |
| ja   | Datei hochladen | Kath. Pfarrkirche Hl. Familie HERIS-ID: 51423 Objekt-ID: 57067                                                        | Haberlandtweg 17 Standort KG: Andritz                                                      | Das Kirchengebäude ist rechteckiger Betonbau mit nördlichem Glockengiebel und frei stehendem Uhrturm. Architekt war Karl Raimund Lorenz. Die Kreuzigung aus Beton an der Südseite und die Torflügel von Haupt- und Nebenportal stammen von Alexander Silveri, Glasgemälde sind mit signiert Deed 1960 signiert, das Kruzifix in der Vorhalle stammt aus dem 17. Jahrhundert. Die Glocke stammt aus dem Grazer Jesuitenkolleg in der Bürgergasse und ist mit Claudius Aubert 1627 bezeichnet. | BDA-Hist.: Q1742554 Status: § 2a Stand der BDA-Liste: 2025-06-30 Name: Kath. Pfarrkirche Hl. Familie GstNr.: .983 Holy Family Church (Graz)                                                           |
| ja   | Datei hochladen | Landesschießstätte HERIS-ID: 97642 Objekt-ID: 113455                                                                  | Radegunder Straße 8 Standort KG: Andritz                                                   | | BDA-Hist.: Q37770128 Status: Bescheid Stand der BDA-Liste: 2025-06-30 Name: Landesschießstätte GstNr.: .167 Landesschießstätte, Graz                                                                  |
| ja   | Datei hochladen | Wallfahrtskirche hl. Ulrich zu Ulrichsbrunn, Lourdes-Grotte, Bildstock und Kruzifix HERIS-ID: 97624 Objekt-ID: 113434 | bei Ulrichsweg 18 Standort KG: Andritz                                                     | Barocker Bau am Fuß des Rainerkogels im Weinitzenwald, urkundlich genannt 1572, Neubau 1688/89 durch Johann Seyfried von Eggenberg neben einer wundertätigen Quelle, 1736 Ausbau des Langschiffs von Johann Georg Stengg, Rechteckbau mit abgesetztem Chor und Giebelreiter, einheitliche Neorenaissanceausstattung. Die ursprünglich hinter dem Hochaltar gefasste „Ulrichsquelle“ wurde 1917 in eine eigene Lourdesgrotte („Maria Quell“) geleitet.                                        | BDA-Hist.: Q2323410 Status: § 2a Stand der BDA-Liste: 2025-06-30 Name: Wallfahrtskirche hl. Ulrich zu Ulrichsbrunn, Lourdes-Grotte, Bildstock und Kruzifix GstNr.: .76, 522/6, 522/5 St. Ulrich, Graz |
| ja   | Datei hochladen | Haus Ferner HERIS-ID: 97674 Objekt-ID: 113487seit 2020                                                                | Ulrichsweg 32 Standort KG: Andritz                                                         | Das Einfamilienhaus stammt von Herbert Eichholzer und Rudolf Nowotny aus den Jahren 1932/33 Das Walmdach ist eine spätere Zutat. | BDA-Hist.: Q105646730 Status: Bescheid Stand der BDA-Liste: 2025-06-30 Name: Haus Ferner GstNr.: .477                                                                                                 |
| ja   | Datei hochladen | Villa/Landhaus HERIS-ID: 58468 Objekt-ID: 69142                                                                       | Andritzer Reichsstraße 144 Standort KG: Graz Stadt-St. Veit ob Graz                        | → Hauptartikel : St. Veiter Schlössl f1 | BDA-Hist.: Q2323526 Status: Bescheid Stand der BDA-Liste: 2025-06-30 Name: Villa/Landhaus GstNr.: 222/1, 222/8                                                                                        |
| ja   | Datei hochladen | Schloss St. Gotthard HERIS-ID: 97690 Objekt-ID: 113505seit 2020                                                       | Andritzer Reichsstraße 160 Standort KG: Graz Stadt-St. Veit ob Graz                        | Das Schloss wurde 1654–1659 gemeinsam mit einer im 19. Jhdt. abgetragenen Kirche von Domenico Sciassia an Stelle eines älteren Gutshofes erbaut. Es war zur Bauzeit ein Meierhof des Stiftes Stiftes St. Lambrecht und wurde nach und nach zu einem Schloss ausgebaut. | BDA-Hist.: Q1594123 Status: Bescheid Stand der BDA-Liste: 2025-06-30 Name: Schloss St. Gotthard GstNr.: 1436/7 Schloss St. Gotthard, Graz                                                             |
| ja   | Datei hochladen | Pfefferbüchsl, Türkenschanze HERIS-ID: 97733 Objekt-ID: 113554seit 2020                                               | bei Andritzer Reichsstraße 160 Standort KG: Graz Stadt-St. Veit ob Graz                    | Das ehemalige Winzer-Wachthaus oberhalb einer steilen Felsklippe mit Kegeldach wurde um 1830 erbaut. | BDA-Hist.: Q105646733 Status: Bescheid Stand der BDA-Liste: 2025-06-30 Name: Pfefferbüchsl, Türkenschanze GstNr.: 1436/2                                                                              |
| BW   | Datei hochladen | Freundschaftsdenkmal HERIS-ID: 113252 Objekt-ID: 131531seit 2020                                                      | bei Andritzer Reichsstraße 160 Standort KG: Graz Stadt-St. Veit ob Graz                    | Der Gedenkstein von 1815 stellt nach seiner Inschrift ein Freundschaftsdenkmal dar und trägt eine Darstellung von zwei sich reichenden Händen. Dieser ist als seltenes Beispiel einer biedermeierlichen Gartengestaltung zu werten. | BDA-Hist.: Q105647067 Status: Bescheid Stand der BDA-Liste: 2025-06-30 Name: Freundschaftsdenkmal GstNr.: 1436/7                                                                                      |
| BW   | Datei hochladen | Anlage ehem. Gutshof Melbler-Peter HERIS-ID: 97689seit 2022                                                           | Rannachstraße 31 Standort KG: Graz Stadt-St. Veit ob Graz                                  | Der Spätrenaissance-Gutshof mit Schopfwalmgiebel und zwei Rustika-Rundbogenportalen stammt aus dem 2. Viertel des 16. Jahrhunderts. | BDA-Hist.: Q112942166 Status: Bescheid Stand der BDA-Liste: 2025-06-30 Name: Anlage ehem. Gutshof Melbler-Peter GstNr.: 1496                                                                          |
| ja   | Datei hochladen | Wegkapelle, Winterkapelle HERIS-ID: 97744 Objekt-ID: 113566                                                           | St.-Veiter-Straße, Abzweigung St.-Gotthard-Straße Standort KG: Graz Stadt-St. Veit ob Graz | Der Bildstock in Kapellenform mit Dreiecksgiebel, ionischen Pilastern, Putz- und Stuckzier aus dem Jahr 1779 enthält eine um 1760 entstandene Immaculata-Figur, die der Werkstatt Veit Königers zugeschrieben wird. | BDA-Hist.: Q37770318 Status: § 2a Stand der BDA-Liste: 2025-06-30 Name: Wegkapelle, Winterkapelle GstNr.: 1499                                                                                        |
| ja   | Datei hochladen | Schüttkasten HERIS-ID: 97730 Objekt-ID: 113551                                                                        | St.-Veiter-Straße 84 Standort KG: Graz Stadt-St. Veit ob Graz                              | Das Wirtschaftsgebäude mit Schopfwalmgiebel und gemalter Sonnenuhr stammt aus dem Jahre 1682. | BDA-Hist.: Q37770279 Status: § 2a Stand der BDA-Liste: 2025-06-30 Name: Schüttkasten GstNr.: 202/1 |
| ja   | Datei hochladen | Mesnerhaus HERIS-ID: 97698 Objekt-ID: 113514                                                                          | St.-Veiter-Straße 85 Standort KG: Graz Stadt-St. Veit ob Graz                              | Das Mesnerhaus bildet die Fortsetzung des 1778 erbauten Schwibbogenganges des Pfarrhauses über die Straße, in der Mitte verläuft ein Stiegenaufgang zur Kirche. | BDA-Hist.: Q37770214 Status: § 2a Stand der BDA-Liste: 2025-06-30 Name: Mesnerhaus GstNr.: 1500, 202/1                                                                                                |
| ja   | Datei hochladen | Pfarrhof HERIS-ID: 97699 Objekt-ID: 113515                                                                            | St.-Veiter-Straße 86 Standort KG: Graz Stadt-St. Veit ob Graz                              | Der Pfarrhof wurde 1457 erbaut, Um- und Anbauten erfolgten 1665, 1793 und 1975. Der Baukern ist spätgotisch, die spätbarocke Fassade mit Putzdekor in der Nachfolge Joseph Huebers ist mit 1793 datiert. Ein Schwibbogengang führt über die Straße zur Kirche (erbaut 1778). | BDA-Hist.: Q37770225 Status: § 2a Stand der BDA-Liste: 2025-06-30 Name: Pfarrhof GstNr.: 202/1 Pfarrhof St. Veit, Andritz                                                                             |
| ja   | Datei hochladen | Kath. Pfarrkirche hl. Veit und Friedhof mit Kapelle und Kriegerdenkmal HERIS-ID: 51425 Objekt-ID: 57069               | bei St.-Veiter-Straße 86 Standort KG: Graz Stadt-St. Veit ob Graz                          | Die Kirche befindet sich in erhöhter Lage und ist von einem Friedhof umgeben. Es ist ein barock erweiterter Bau von 1226, Neubauten erfolgten 1374 und 1655/60 nach Plänen von Domenico Sciassia. 1662 wurde der jetzige Bau geweiht. | BDA-Hist.: Q2083202 Status: § 2a Stand der BDA-Liste: 2025-06-30 Name: Kath. Pfarrkirche hl. Veit und Friedhof mit Kapelle und Kriegerdenkmal GstNr.: 1493, 1494 St. Veiter Kirche, Graz              |
| ja   | Datei hochladen | Wohnhaus HERIS-ID: 51426 Objekt-ID: 57070                                                                             | St.-Veiter-Straße 87 Standort KG: Graz Stadt-St. Veit ob Graz                              | | BDA-Hist.: Q38045191 Status: § 2a Stand der BDA-Liste: 2025-06-30 Name: Wohnhaus GstNr.: 737/5 |
| ja   | Datei hochladen | Neue Weinzödl-Murbrücke HERIS-ID: 64037 Objekt-ID: 76730                                                              | bei Weinzödl 33 Standort KG: Graz Stadt-St. Veit ob Graz                                   | Die Weinzöttlbrücke verbindet die Grazer Bezirke Gösting und Andritz. Sie wurde von 1917 bis 1922 erbaut und von Max Fabiani und Rudolf Saliger (Statik) geplant. | BDA-Hist.: Q64026647 Status: Bescheid Stand der BDA-Liste: 2025-06-30 Name: Neue Weinzödl-Murbrücke GstNr.: 1410/1, 1473 Weinzöttlbrücke, Graz                                                        |
| ja   | Datei hochladen | Wegkapelle HERIS-ID: 97742 Objekt-ID: 113564                                                                          | bei Weinzödl 36 Standort KG: Graz Stadt-St. Veit ob Graz                                   | Die rechteckige Wegkapelle mit Apsis, Dreieckgiebel und Glocken-Giebelreiter wurde laut Inschrift 1864 erbaut. | BDA-Hist.: Q37770309 Status: § 2a Stand der BDA-Liste: 2025-06-30 Name: Wegkapelle GstNr.: 16 |